# Стани-Дуже
Стани-Дуже (пол. Stany Duże) — село в Польщі, у гміні Сухожебри Седлецького повіту Мазовецького воєводства.
Населення — 115 осіб (2011).
У 1975-1998 роках село належало до Седлецького воєводства.

## Демографія
Демографічна структура станом на 31 березня 2011 року:
|          | Загалом | Допрацездатний вік | Працездатний вік | Постпрацездатний вік |
| -------- | ------- | ------------------ | ---------------- | -------------------- |
| Чоловіки | 58      | 14                 | 38               | 6                    |
| Жінки    | 57      | 9                  | 29               | 19                   |
| Разом    | 115     | 23                 | 67               | 25                   |